# Les Monts-Verts
Les Monts-Verts è un comune francese di 354 abitanti situato nel dipartimento della Lozère nella regione dell'Occitania.

## Società

### Evoluzione demografica
Abitanti censiti